# قائمة أنواع الجياك
يوجد عدة أنواع من جنس الجياك:	
- جياك كولتيري (الاسم العلمي: Guaiacum coulteri)
- جياك مخزني (الاسم العلمي: Guaiacum officinale)
- جياك بالميري (الاسم العلمي: Guaiacum palmeri)
- جياك مقدس (الاسم العلمي: Guaiacum sanctum)
- جياك أحادي النير (الاسم العلمي: Guaiacum unijugum)
- جياك ضيق الأوراق (الاسم العلمي: Guaiacum angustifolium)
- جياك غامض (الاسم العلمي: Guaiacum dubium)
- جياك مكسيكي (الاسم العلمي: Guaiacum mexicanum)
- جياك صغير الأوراق (الاسم العلمي: Guaiacum microphyllum)